# Santa Rita do Novo Destino
Santa Rita do Novo Destino is een gemeente in de Braziliaanse deelstaat Goiás. De gemeente telt 3.576 inwoners (schatting 2009).